# Uppsala centralstation

Uppsala centralstation oder Uppsala C ist der Hauptbahnhof und seit 1980 einzige planmäßig bediente Personenbahnhof der schwedischen Stadt Uppsala. Der Bahnhof wurde am 19. September 1866 zusammen mit der ursprünglich als Norra stambanan bezeichneten Bahnstrecke Stockholm–Uppsala eröffnet. Das Empfangsgebäude war vom schwedischen Architekten Adolf W. Edelsvärd entworfen worden. Seit dem Abschluss der Umbauarbeiten 2011 wird der gesamte Komplex als Uppsala resecentrum bezeichnet.

## Geschichte

### Eröffnung
Am 19. September 1866 wurde der Bahnhof vom schwedischen König Karl XV. zusammen mit der Bahnstrecke Stockholm–Uppsala feierlich eröffnet. Am nächsten Tag begann der planmäßige Zugverkehr mit zunächst drei Zugpaaren pro Tag, die Reisezeit betrug etwa zweieinhalb Stunden.
Uppsala war zunächst Endpunkt der ursprünglich Norra stambanan genannten, von Stockholm aus nordwärts führenden staatlichen Strecke. Da die Verlängerung nach Norden bis Storvik von Anfang an geplant war, wurde der Bahnhof gleich als Durchgangsbahnhof geplant und gebaut. 1873 wurde die Verlängerung bis Heby eröffnet. Am 14. Dezember 1874 fuhr der erste planmäßige Zug auf der privaten Strecke Uppsala–Gävle. Diese Strecke zweigt etwa einen Kilometer nördlich von Uppsala centralstation von der Norra stambanan ab. 1877 wurde die schmalspurige Bahnstrecke Uppsala–Länna eröffnet. Im Mai 1912 wurde die beim Bahnhof Uppsala Norra von der Norra stambanan abzweigende Strecke nach Enköping eröffnet.

### Ausbau und Elektrifizierung
Aufgrund des stark wachsenden Verkehrsaufkommens wurde die Strecke Stockholm–Uppsala ab 1882 zweigleisig ausgebaut. Die Ausbauarbeiten wurden 1911 abgeschlossen. Im Zuge dieser Ausbauarbeiten wurde 1910 die Bahnsteighalle abgerissen und durch einzelne Bahnsteigdächer ersetzt.
Ab 1926 wurde die Strecke elektrifiziert, der Fahrdraht erreichte Uppsala im Dezember 1934.

### Streckenumbenennung
Im Zuge einer Neufestlegung der Namen für die meisten schwedischen Bahnstrecken im Jahr 1990 schlug die damalige Eisenbahnbehörde Banverket sowohl die Strecke Stockholm–Uppsala als auch die Strecke Uppsala–Gävle der Ostkustban zu. Die Strecke Uppsala–Sala–Borlänge–Mora erhielt die neue Bezeichnung Dalabanan.

### Umbau zumResecentrum
Zwischen 2005 und 2011 wurde der Bahnhof nahezu vollständig umgebaut: Die Anzahl normalspuriger Bahnsteigsgleise wurde von fünf auf acht erweitert. Vier davon sind Stumpfgleise, je zwei in nördlicher und südlicher Richtung. Der höhengleiche, durch Schranken gesicherte Zugang zu den Bahnsteigen wurde durch eine Unterführung mit Aufzügen zu allen Bahnsteigen ersetzt und es wurde ein neues Empfangsgebäude errichtet. Seitdem wird das als Byggnadsminne geschützte Empfangsgebäude von 1866 nicht mehr für Bahnzwecke genutzt. Darin befinden sich ein Restaurant und ein Jazzlokal.
Der ehemalige Lagerschuppen nordöstlich der Gleisanlagen wurde zu einem Gastronomie- und Geschäftsgebäude umgebaut.

## Betrieb

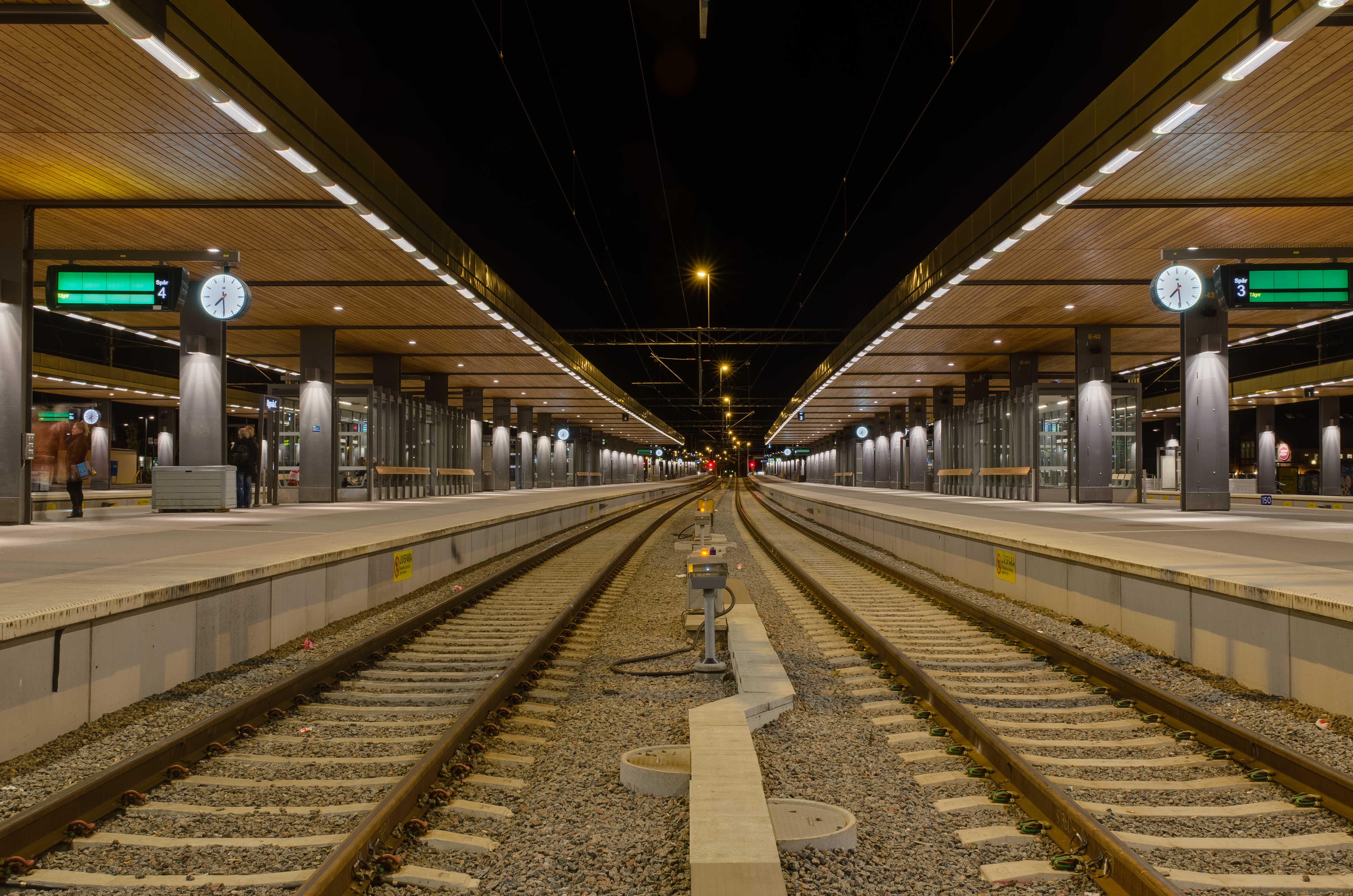
Uppsala C, Gleise 3 und 4

Uppsala C ist ein wichtiger Verkehrsknotenpunkt für Fern- und Nahverkehrsreisende. Der Bahnhof ist Endpunkt der Pendeltåg-Strecke J38 Älvsjö–Stockholm C–Arlanda C–Uppsala, Endpunkt des Uppsalapendel genannten, von SJ betriebenen Regionalzugs Stockholm C–Märsta–Knivsta–Uppsala C, südlicher Endpunkt der Upptåget-Strecken von Sala und Gävle. Darüber hinaus halten in Uppsala C Nah- und Fernverkehrszüge Richtung Mora, Östersund, Sundsvall und Stockholm.
Große Bedeutung hat der Bahnhof für die Anbindung der Universitäts- und Kongressstadt Uppsala an den internationalen Flughafen Stockholm/Arlanda. Es verkehren tagsüber alle halbe Stunde Pendeltåg-Züge (Fahrzeit 18 Minuten), sowie nahezu ganztägig Busse ebenfalls im Halbstundentakt (Fahrzeit 40 min). Darüber hinaus verkehren einzelne Regionalzüge anderer Gesellschaften.
Bis Dezember 2012 fuhren die von Gävle kommenden Upptaget-Züge über den Flughafen Stockholm/Arlanda durch bis Upplands Väsby, seitdem müssen aus Richtung Gävle kommende Reisende zum Flughafen in Uppsala C auf den Pendeltåg umsteigen.

### Gleisbelegung
Bis auf die über Außenbahnsteige erschlossenen durchgehenden Gleise 1 und 8, die hauptsächlich für Nachtzüge und durchfahrende Güterzüge verwendet werden, sind sämtliche Gleise über einen zentralen Mittelbahnsteig erreichbar. Auf Gleis 2 halten durchgehende Züge in nördlicher, auf Gleis 7 in südlicher Richtung. Gleise 3 und 4 sind Stumpfgleise in südlicher Richtung, auf Gleis 3 hält der Pendeltåg nach Stockholm, auf Gleis 4 der Uppsalapendel. Die Gleise 5 und 6 sind Stumpfgleise in nördlicher Richtung, auf ihnen halten die Upptåget-Züge nach Gävle und Sala.

## Uppsala östra station

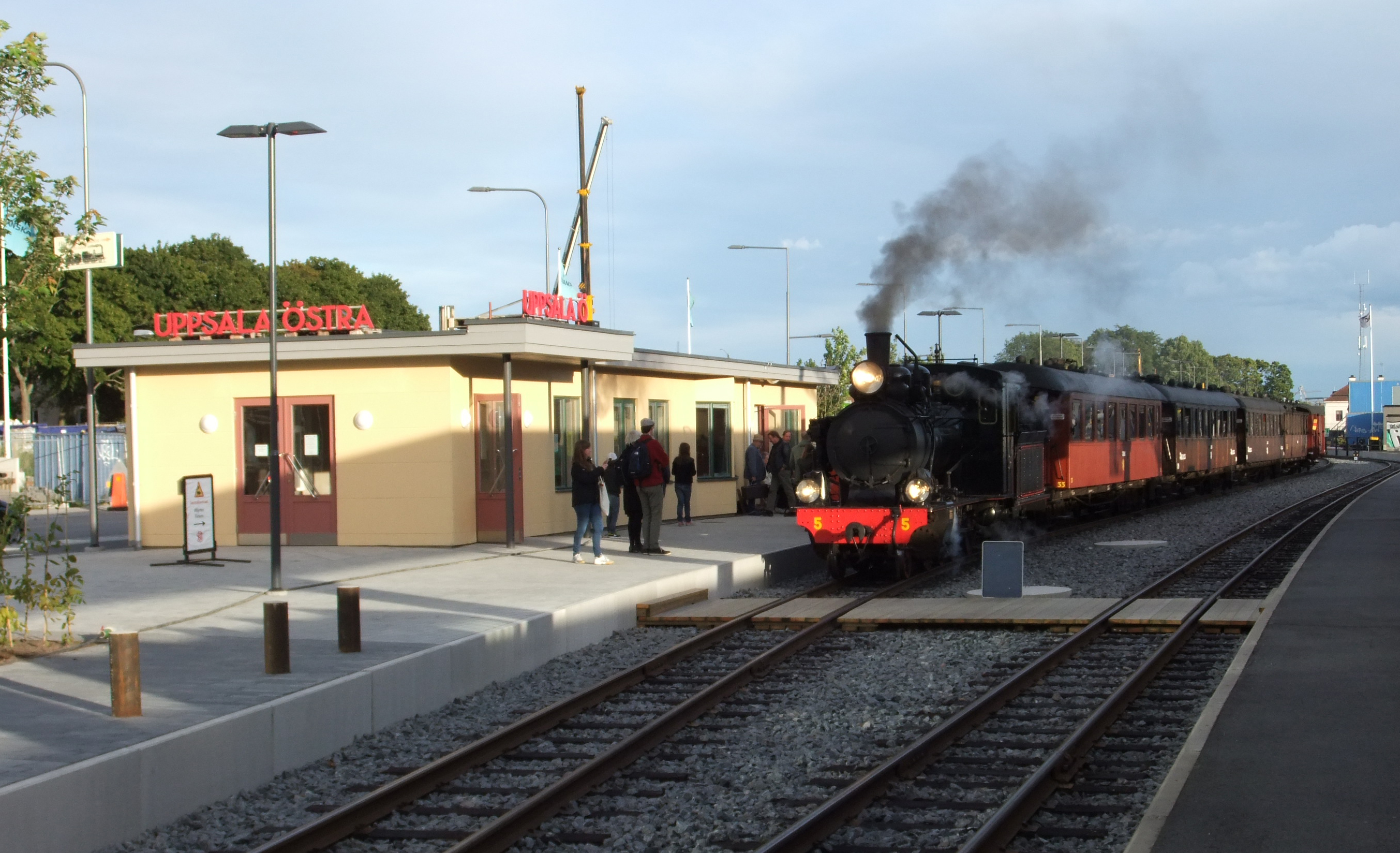
Neuer Bahnhof Uppsala östra

Für die schmalspurige Bahnstrecke Uppsala–Länna wurden nordöstlich der Gleisanlagen von Uppsala C ein eigenes Bahnhofsgelände mit Betriebsanlagen und Empfangsgebäude unter dem Namen Uppsala östra station angelegt. Das ursprüngliche hölzerne Empfangsgebäude wurde 1934 abgerissen und durch einen Neubau aus Stein ersetzt. Dieser wurde 1971 wiederum abgerissen, nachdem bereits 1964 der Personenverkehr eingestellt worden war. Die seit 1975 regelmäßig im Sommer verkehrende Museumseisenbahn musste sich mit diversen Provisorien behelfen.
Während des Umbaus 2005 bis 2011, in dessen Rahmen die Bahnbrücke über die Strandbodgata ersetzt wurde, wurde der Bahnhof Uppsala östra um etwa 500 Meter nach Südosten in den südlich der Strandbodgatan gelegenen Frodepark verlegt. Mit Abschluss der Umbauarbeiten im Dezember 2011 wurde Uppsala Ö an den jetzigen Standort unmittelbar neben Gleis 8 von Uppsala C verlegt und ein im Stil der 1930er Jahre neu errichtetes Empfangsgebäude eröffnet. Dabei wurden ein Umsetzgleis und ein Wasserkran errichtet. Dieser jetzige Standort befindet sich etwa 200 Meter südöstlich des ursprünglichen Standorts, auf dem unter anderem ein Parkplatz angelegt wurde.